# عنبرنسارا
عنبرنسارا (همچنین عنبرنسا، عنبرنصاریٰ و عنبرنصارا)، سرگین یا پشکل الاغ ماده (به گویش محلی «ماچه‌الاغ» یا خرسُقُل در(استان های غربی ایران) (سرگین بد)) است.

## خواص

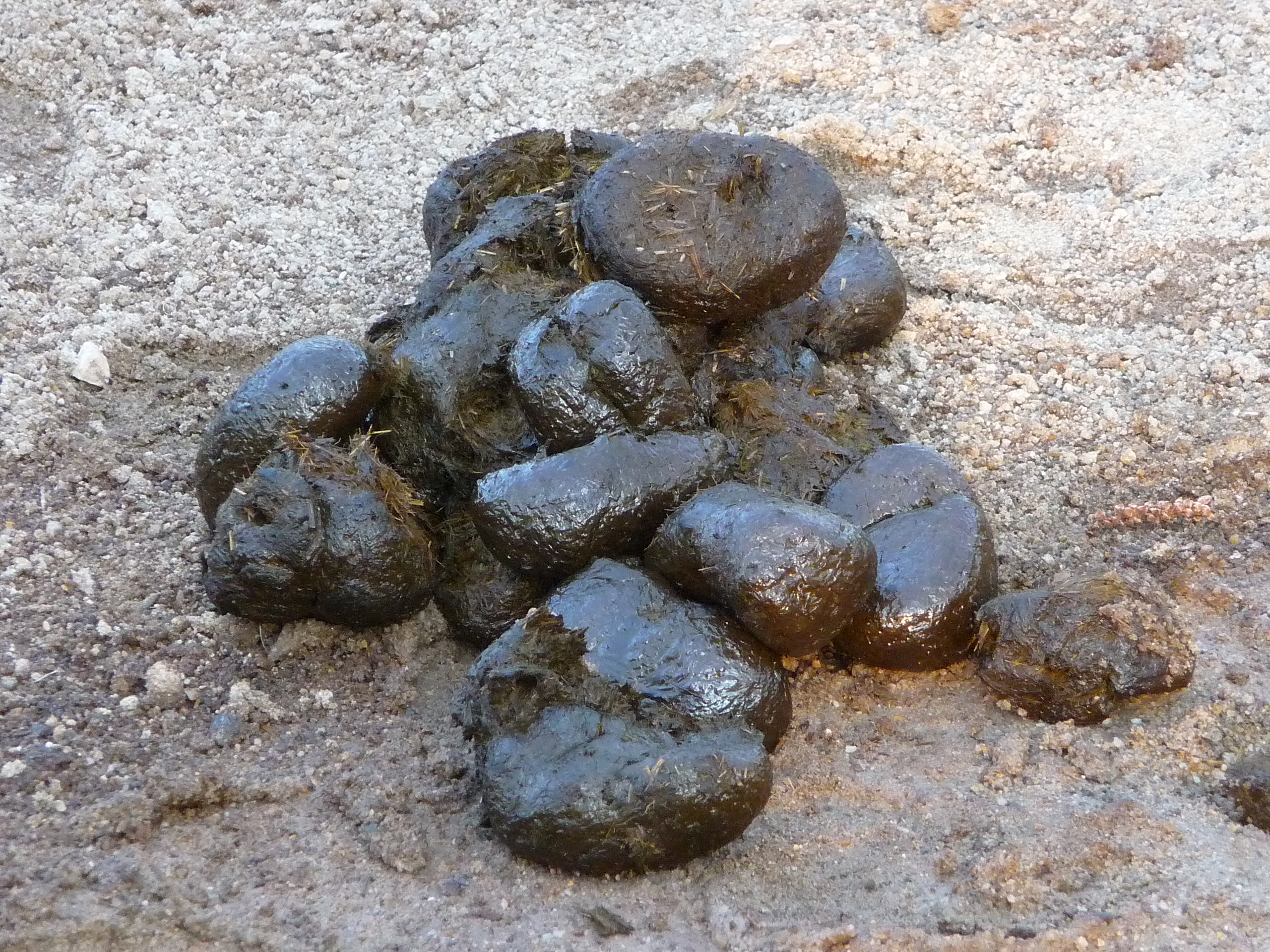
پشکل تازهٔ (مدفوع خر) ، جنسیت خر نامشخص است.

خواص ادعاشده برای عنبرنسارا به صورت علمی محل بحث می‌باشد. در تحقیقات انجام شده در دانشگاه علوم پزشکی شهرکرد، علوم پزشکی اصفهان و هم چنین دانشگاه گنبدکاووس، خاصیت ضد باکتریایی عنبرنسارا برروی عفونت‌های باکتریایی بیمارستانی مورد تأیید قرار گرفت.
در طب سنتی ایرانی از دود عنبرنسارا برای درمان سرماخوردگی استفاده می‌شود.

## عوارض جانبی
استنشاق دود عنبرنسارا ممکن است باعث عوارض ریوی شود. در طب سنتی توصیه می‌شود برای درمان عفونت سینوس‌ها با دود عنبر نسارا، دود را فقط به فضای بینی و سینوس‌ها راه دهید. دود ناشی از عنبرنسارا باید دود ملایمی باشد، زیرا دود زیاد در محیط بسته، موجب ورود دود به ریه شده و آسیب جدی به ریه وارد می‌کند. دود دادن زیاد عنبرنسارا موجب ایجاد سرطان خواهد شد، بنابراین نباید افراد در مصرف آن زیاده‌روی کنند.